# عبد الكريم الخوئيني الزنجاني
عبد الكريم الخوئيني الزنجاني (الفارسية: عبدالکریم خوئینی زنجانی)، (1874–1938) كان عالمًا ورجل دين إيرانيًا.

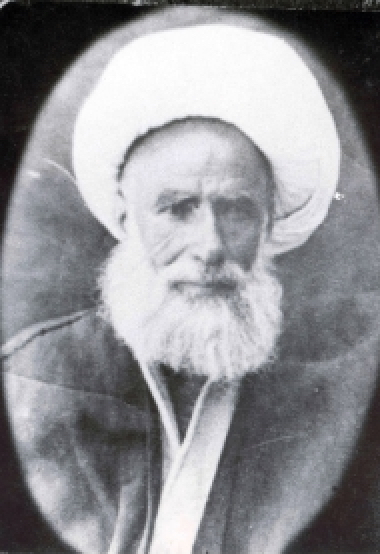
صورة للمرحوم الحاج الشيخ عبد الكريم الخوئيني الزنجاني.

## الحياة الشخصية
في عام 1874، وُلد كريم في خوئيني. والده هو ملا إبراهيم بن إسحاق بن عمران الشيخ الأنصاري. والدته كانت ابنة الشيخ عبد الكريم أويل قزوين، وقد حصلت على تعليم عالي. وكانت والدته مهتمة جدًا بالروحانية والصوفية. تزوج عبد الكريم في النجف ثم عاد إلى قزوين حيث توفي سنة 1938 بعد ذهابه إلى خوئيني. دُفن في المقبرة الجديدة.

## التعليم
تلقى عبد الكريم تعليمه المبكر في المدرسة اللاهوتية في قزوين. انتقل إلى النجف لإكمال تعليمه العالي.
وكان أساتذته في النجف هم:
- محمد كاظم يزدي
- فتح الله القروي الأصفهاني
- الأخوند الخراساني
- محمد حجت كوه كاماري
- ميرزا محمد تقي الشيرازي

## العودة إلى زنجان
عاد عبد الكريم إلى زنجان في عام 1908 لتعزيز الدين، وشؤون الشعب المسلم، وتدريب طلاب المدارس الدينية. قام ميرزا باقر الزنجاني بالتدريس إلى جانب أساتذة بارزين مثل السيد أحمد الزنجاني، وهو عالم بارز في قم خلال فترة البروجردي.

## طالع أيضًا
- ميرزا جواد آغا مالكي التبريزي
- هبة الدين الشهرستاني
- محمد حسين العشيني القودجاني
- نور الدين العشيني القودجاني